# Список умерших в 846 году

## Апрель
- 16 апреля — Абу Язид Бистами, персидский суфий.
- 22 апреля — У-цзун (31), 18-й император династии Тан (840—846).

## Сентябрь
- 23 сентября — Бо Цзюйи (74), китайский поэт эпохи Тан.

## Ноябрь
- 4 ноября — Иоанникий Великий, вифинский подвижник, преподобный.

## Дата смерти неизвестна или требует уточнения
- Абу Якуб аль-Бувайти, исламский богослов.
- Аль-Хорезми, персидский учёный из Хорезма, математик, астроном, географ и историк.
- Агнелл Равеннский, христианский писатель, церковный историк.
- Иосиф, епископ Эврё (815—846), аббат Фонтенеля (833—834 и 841).
- Моймир I, первый исторически достоверный князь Моравского княжества (около 818—846), князь Великоморавской державы (830—846); основатель династии Моймировичей.
- Ниалл Калле, король Айлеха (823—846) и верховный король Ирландии (833—846).
- Райнальд, аббат монастыря Мармутье в Туре (843—846).
- Семен II, граф Бордо и Сента (ок. 840—846), герцог Васконии (845—846).
- Уге-хан, каган Уйгурского каганата (840—846).
- Чан Бого, военачальник и чиновник государства Силла.